# Брецький заказник
Бре́цький зака́зник — ботанічний заказник загальнодержавного значення в Україні. Розташований у Корюківському районі Чернігівської області, неподалік від сіл Бреч та Лубенець.
Площа 200 га. Створений у 1996 року. Заказник перебуває у віданні КСП «Лісове».
Заказник охоплює оточений лісом лучний масив у заплаві річки Бреч. У ґрунтовому покриві переважають торф'янисті та торф'яно-болотні ґрунти, на підвищених ділянках — дерново-оглеєні супіщані та глинисто-піщані.
У заказнику виявлено 131 вид рослин, серед яких провідне місце належить представникам гідромезофітного різнотрав'я. Лучна рослинність представлена комплексом крупноосокових та крупнозлакових угруповань. Переважаючими формаціями є угруповання торф'янистих та болотистих лук (80 %). Справжні луки займають близько 20 % площі.
Болотисті луки представлені угрупованнями, утвореними осокою гострою (Сагех acuta), осокою пухирчастою (С. vesicaria), лепешняком великим (Glyceria maxima), очеретянкою звичайною (Phalaroides arundinacea). Домінанти мають проективне покриття 85—95 %. Для цих ценозів характерна висока частота наявності представників гідрофітного різнотрав'я, які мають проективне покриття до 2—3 %, зокрема вербозілля звичайного (Lysimachia vulgaris), півників болотних (Iris pseudacorus), плакуна верболистого (Lythrum salicaria), смовді болотної (Peucedanum palustre), підмаренника болотного (Galium palustre), м'яти водяної (Mentha aquatica), чистецю болотного (Stachys palustris), калюжниці болотної (Caltha palustris), вероніки довголистої (Veronica longifolia), оману британського (Inula britannica), гадючника в'язолистого (Filipendula ulmaria). Виявлені ділянки зі значною участю вовчого тіла болотного (Comarum palustre). На болотистих луках трапляються заболочені ділянки з домінуванням верби попелястої (Salix cinerea) та очерету (Phragmites australis).
Торф'янисті луки представлені ценозами куничника сіруватого (Calamagrostis canescens), куничника непомітного (С. neglecta) та щучника дернистого (Deschampsia caespitosa). У куничникових угрупованнях постійними компонентами травостою є мітлиця повзуча (Agrostis stoloniferd), півники болотні (Iris pseudacorus), підмаренник болотний (Galium palustre), вербозілля звичайне (Lysimachia vulgaris), осока чорна (Сагех nigra), м'ята польова (Mentha arvensis), калюжниця болотна (Caltha palustris), коронарія зозуляча (Coronaria floscuculi), лисохвіст колінчастий (Alopecurus geniculatus). У невеликих за площею щучникових угрупованнях співдомінують мезофітні злаки — тонконіг лучний (Poa pratensis), костриця лучна (Festuca pratensis), а серед різнотрав'я трапляються також волошка лучна (Centaurea jacea), дзвінець малий (Rhinanthus minor), подорожник ланцетолистий (Plantago lanceolata), жовтець повзучий (Ranunculus repens), перстач гусячий (Potentilla anserina), осока шершава (Carex hind), підмаренник справжній (Galium verum).
Справжні луки представлені угрупованнями з домінуванням мітлиці тонкої (Agrostis tenuis), пахучої трави звичайної (Anthoxanthum odoratum), гребінника звичайного (Cynosurus cristatus), костриці лучної (Festuca pratensis), тонконогу лучного (Poa pratensis). Найпоширенішими асектаторами є люцерна хмелевидна (Medicago lupulina), дзвінець малий (Rhinanthus minor), конюшина лучна (Trifolium pratense), конюшина повзуча (Т. repens), горошок плотовий (Vicia septum).